# Vauchignon
Vauchignon – miejscowość i dawna gmina we Francji, w regionie Burgundia-Franche-Comté, w departamencie Côte-d’Or. W 2013 roku populacja gminy wynosiła 43 mieszkańców. 
W dniu 1 stycznia 2017 roku z połączenia dwóch ówczesnych gmin – Cormot-le-Grand oraz Vauchignon – utworzono nową gminę Cormot-Vauchignon. Siedzibą gminy została miejscowość Cormot-le-Grand. 